# Lututów
Lututów est une localité polonaise, siège de la gmina de Lututów, située dans le powiat de Wieruszów en voïvodie de Łódź.